# Thuyết bí truyền

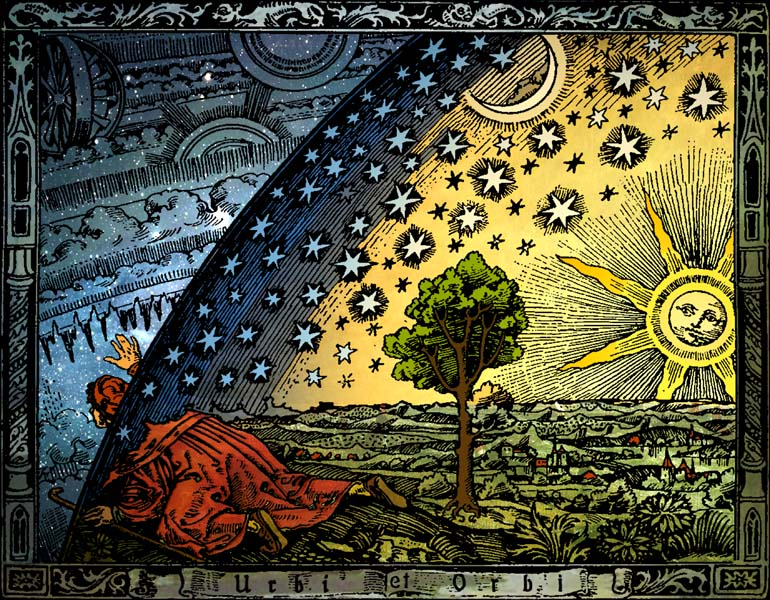
Bản khắc gỗ thần bí Flammarion engraving

Thuyết bí truyền phương Tây (tiếng Anh: Western esotericism) còn được gọi gọn là chủ nghĩa bí truyền (tiếng Anh: esotericism), chủ nghĩa thần bí và đôi khi là truyền thống bí ẩn phương Tây là một thuật ngữ mà các học giả sử dụng để phân loại một loạt các ý tưởng và phong trào tâm linh-tư tưởng có liên quan tương đối với nhau đã phát triển trong xã hội phương Tây. Những ý tưởng và trào lưu này được thống nhất vì chúng phần lớn khác biệt với kiểu tôn giáo Do Thái Cơ Đốc giáo chính thống (Judeo-Christian) và chủ nghĩa duy lý Khai sáng. Chủ nghĩa bí truyền đã tràn ngập dưới nhiều hình thức khác nhau của triết học, tôn giáo, giả khoa học (ngụy khoa học), nghệ thuật, văn học và âm nhạc phương Tây và tiếp tục ảnh hưởng đến các ý tưởng tri thức và văn hóa đại chúng. Khái niệm "bí truyền" hay huyền môn bắt nguồn từ thế kỷ thứ 2. Khái niệm "thuyết bí truyền phương Tây" đại diện cho một cấu trúc học thuật hiện đại hơn là một truyền thống tư tưởng tự xác định đã tồn tại từ trước đó.

## Khái yếu
Ý tưởng về việc nhóm gộp lại một loạt các truyền thống và triết học phương Tây lại với nhau dưới thuật ngữ thuyết bí truyền (Esotericism) đã phát triển ở châu Âu vào cuối thế kỷ XVII. Nhiều học giả đã tranh luận về các định nghĩa khác nhau về chủ nghĩa bí truyền phương Tây. Một quan điểm chấp nhận một định nghĩa từ chính các trường phái bí truyền nhất định, coi "thuyết bí truyền" như một triết lý trường tồn (Philosophia perennis) để trao truyền thống ẩn giấu bên trong. Quan điểm thứ hai coi chủ nghĩa bí truyền là một phạm trù của các phong trào bao hàm một thế giới quan "mê hoặc", ma mị, huyễn thuật khi đối mặt với sự vỡ mộng ngày càng tăng. Một phần ba xem chủ nghĩa bí truyền phương Tây bao gồm tất cả "kiến thức bị từ chối" của văn hóa phương Tây không được cơ sở khoa học cũng như các thiết chế tôn giáo chính thống chấp nhận.
Các truyền thống sớm nhất mà các phân tích sau này gọi là các hình thức của chủ nghĩa bí truyền phương Tây đã xuất hiện ở Đông Địa Trung Hải trong thời Hậu cổ đại, nơi Hermeticism, Gnosticism, Neopythagoreism và Neoplatonism đã phát triển như những trường phái tư tưởng khác biệt với những gì đã trở thành Cơ đốc giáo chính thống. Công chúng trong Thời kỳ phục hưng Châu Âu nhận thấy sự quan tâm ngày càng tăng đối với nhiều ý tưởng cũ kỹ này, với nhiều trí thức khác nhau kết hợp triết lý "Pagan" với Kabbalah và triết học Cơ Đốc giáo, dẫn đến sự xuất hiện của các phong trào bí truyền như Cơ đốc giáo Kabbalah và Thông thiên học Cơ đốc. Thế kỷ XVII chứng kiến sự phát triển của các hội khởi xướng tuyên xưng kiến thức bí truyền như Rosicrucianism và Hội Tam điểm, trong khi Kỷ nguyên Khai sáng của thế kỷ XVIII đã dẫn đến sự phát triển của các hình thức tư tưởng bí truyền mới.
Ở châu Âu trong thế kỷ thứ XVIII, giữa Thời đại Khai sáng, những truyền thống bí truyền này thường xuyên được phân loại dưới nhãn hiệu "mê tín dị đoan", ma thuật, tà thuật, và "điều huyền bí" là những thuật ngữ thường được sử dụng thay thế cho nhau. Thế kỷ XIX chứng kiến sự xuất hiện của các xu hướng tư tưởng bí truyền mới mà ngày nay được gọi là thuyết huyền bí. Các nhóm nổi bật trong thế kỷ này bao gồm Hội Thông thiên học và Trật tự ẩn dật của Bình minh vàng. Cũng không thể không nhắc đến Martinus Thomsen với "khoa học tâm linh". Tôn giáo hiện đại được phát triển trong thuyết huyền bí và bao gồm các phong trào tôn giáo như Wicca. Những ý tưởng bí truyền thấm nhuần phản văn hóa của những năm 1960 và các xu hướng văn hóa sau đó, dẫn đến hiện tượng Thời đại mới vào những năm 1970. Nhiều học giả đã nhấn mạnh rằng chủ nghĩa bí truyền là một hiện tượng chỉ có ở thế giới phương Tây. Như Faivre đã nói, một "quan điểm thực nghiệm" sẽ cho rằng "thuyết bí truyền là một quan niệm của phương Tây".